# Freitas Bastos

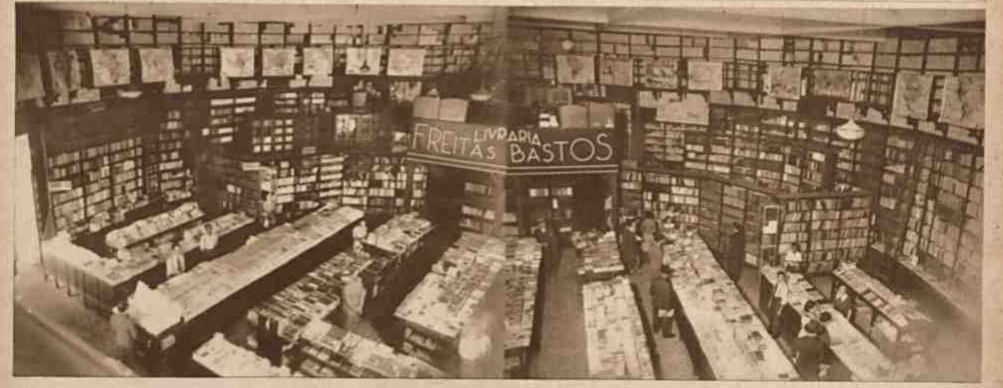
Interior da Freitas Bastos em o Malho de 22 de junho de 1939 do acervo da Biblioteca Nacional do Rio de Janeiro

A Freitas Bastos é uma livraria e editora brasileira que iniciou suas atividades em 1917, no Rio de Janeiro, naquela ocasião sob o nome Editora Leite Ribeiro.

## Histórico
A Editora Leite Ribeiro foi fundada em 1917, no Rio de Janeiro, com um imponente edifício circular na Rua Bittencourt, nº 21, na época suplantando até as principais livrarias da cidade, tais como a Francisco Alves e a Garnier.
Passou a se chamar Leite Ribeiro e Maurillo, e em 1922, foi assumida em definitivo pelo Dr. Freitas Bastos, passando a se chamar Freitas Bastos. Nos anos 60, mudou-se para a Rua Sete de Setembro, nº 111.
Desde o início publicava preferencialmente livros jurídicos, mas também se dedicou aos didáticos médicos, científicos, espiritualismo, livros infantis e literatura brasileira. Também investiu em novas linhas, como contabilidade e outras áreas técnicas.
Em 2007 iniciou a Freitas Bastos Cursos voltada para o mesmo público, ou seja, contadores, profissionais de departamento pessoal, advogados e tributaristas, e em 2009 inaugurou sua loja virtual.

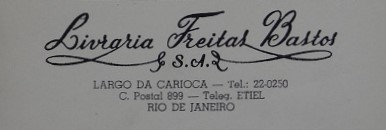
Antigo timbre em letras da livraria.

## Lista parcial de obras publicadas

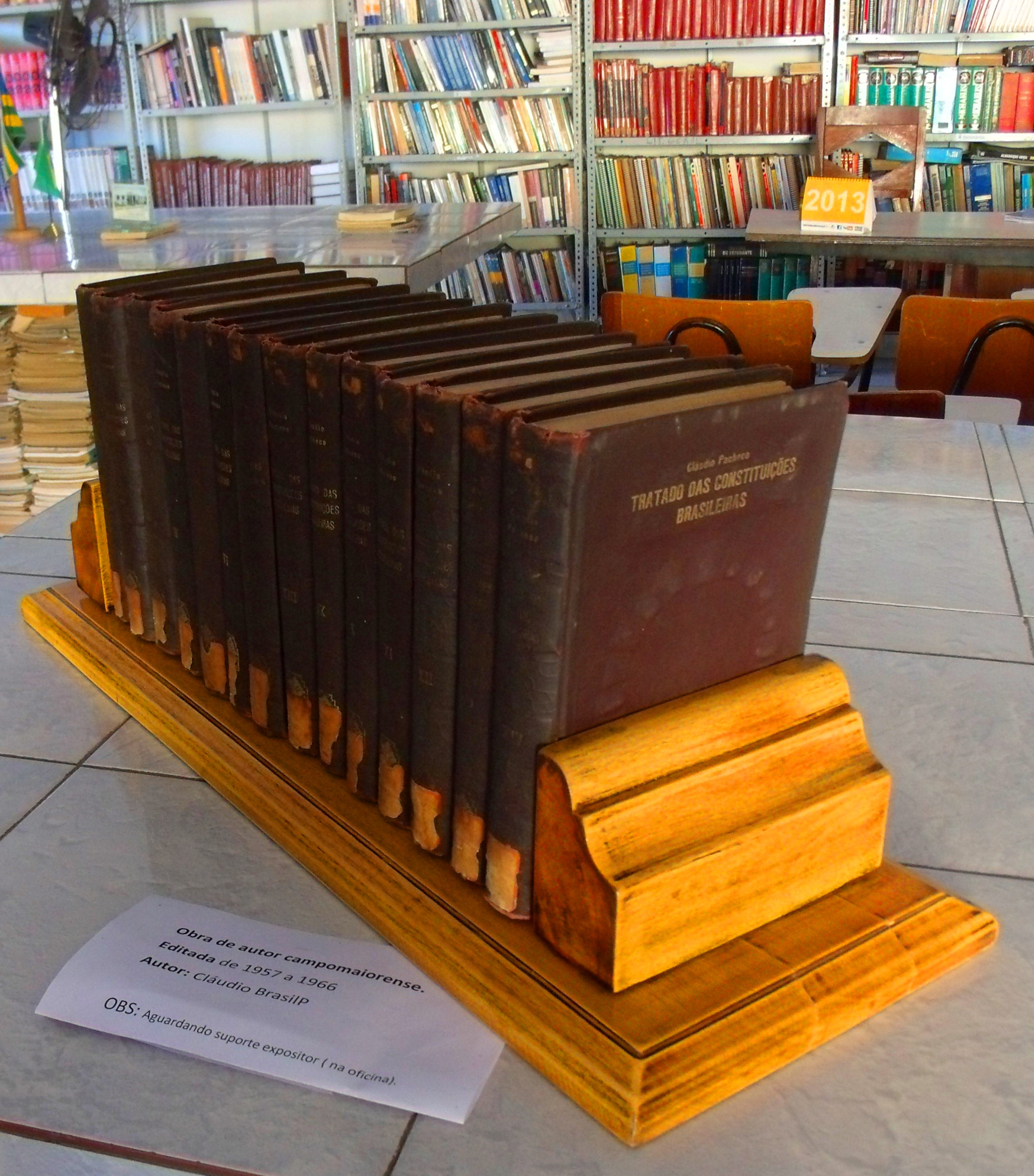
Tratado das Constituições Brasileiras, de Cláudio Pacheco Brasil, é uma das edições da Freitas Bastos.

- Miragem do Deserto, Hermes Floro Bartolomeu Martins de Araújo Fontes (1ª edição 1913, 2ª edição 1917, Livraria Editora Leite Ribeiro & Maurillo)
- Graves e Fúteis, Medeiros e Albuquerque, 1922
- Ao som da viola, Gustavo Barroso, 1921
- Ensaios de Pathologia Social, Evaristo de Moraes, 1921 [2]
- O Brasil Anedóctico, Humberto de Campos, 1927 (Livraria Editora leite Ribeiro, Freitas Bastos, Spicer & Cia)
- Microcosmo, Hermes Floro Bartolomeu Martins de Araújo Fontes (Livraria Leite Ribeiro e Maurillo, 1919
- A Isca, Júlia Lopes, 1922
- Direito Romano. Comentários a textos do Livro I das Institutas de Justiniano, Vicente Sobrino Porto, 1962.
- Tesouro da fraseologia brasileira, Antenor Nascentes, 1945.
- Introdução à Ciência do Direito, Hermes Lima.
- Carlos Maximiliano, Direito das Sucessões, Carlos Maximiliano, 1942.
- As três escolas penais: clássica, antropológica e crítica (estudo comparativo), 1938.
- Tratado das Constituições Brasileiras, de autoria do jurista Cláudio Pacheco Brasil 1959 a 1965.
- Dicionário de Termos Geográficos, 1970
- Codigo Civil Brasileiro, Annotado por Achilles Bevilaqua, 1929

## Revista Mundo Literário
A Revista Mundo Literário pertencia à Editora Leite Ribeiro. Começou a circular em 1922, em edições mensais, e terminou em 1926. Inicialmente usando o selo "Leite ribeiro & Maurillo", no 3º volume já não aparece o Maurillo, apenas "Leite Ribeiro"  e no edição de maio de 1925, aparece já como "Freitas Bastos, Spicer & Cia.". Foi dirigida por Antônio Ribeiro Pereira da Silva (1876-1944), Agripino Grieco e Théo Filho.
Em maio de 1922, a revista Mundo Literário publicava o primeiro capítulo de “Clara dos Anjos”, de Lima Barreto.